# Due poliziotti a Palm Beach
Due poliziotti a Palm Beach (Silk Stalkings), talvolta conosciuta in Italia con il titolo Omicidi d'élite, è una serie televisiva poliziesca statunitense prodotta dal 1991 al 1999.
In Italia la serie venne trasmessa inizialmente su TMC dal 1996 al 1999 per le prime due stagioni per poi continuare su Rai 2 dal 6 settembre 1999 al settembre 2001, dove andarono in onda le restanti stagioni.

## Trama
Due detective della polizia,  Christopher Lorenzo e Rita Lee Lance, risolvono crimini sessuali a sfondo passionale nelle zone ultra-ricche di Palm Beach, in Florida.

## Personaggi e interpreti

### Personaggi principali
- Capitano Harry Lipschitz (129 episodi, 1993-1999), interpretato da Charlie Brill.
- Sergente Rita Lee Lance (101 episodi, 1991-1995), interpretata da Mitzi Kapture.
- Sergente Chris Lorenzo (100 episodi, 1991-1995), interpretato da Rob Estes.
- Detective Sergente Cassandra 'Cassy' St. John (67 episodi, 1993-1999), interpretata da Janet Gunn.
- Detective Tom Ryan (66 episodi, 1996-1999), interpretato da Chris Potter.
- Annunciatore (54 episodi, 1991-1993), interpretato da Fred Melamed.
- Assistente del procuratore distrettuale George Donovan (45 episodi, 1991-1996), interpretato da William Anton.
- Dottor Sterling Morton (29 episodi, 1996-1999), interpretato da David Grant Wright.

### Personaggi secondari
- Fran Lipschitz (17 episodi, 1993-1999), interpretato da Mitzi McCall.
- Tenente Hudson (15 episodi, 1992-1993), interpretato da Robert Gossett.
- Detective Holly Rawlins (12 episodi, 1995-1996), interpretata da Tyler Layton.
- Detective Michael Price (12 episodi, 1995-1996), interpretato da Nick Kokotakis.
- Roger (12 episodi, 1991-1992), interpretato da Danny Gans.
- Donnie 'Dogs' DiBarto (12 episodi, 1992-1994), interpretato da Dennis Paladino.
- Cotton Dunn (12 episodi, 1992-1994), interpretato da John Byner.
- Capitano Ben Hutchinson (11 episodi, 1991-1993), interpretato da Ben Vereen.
- Dottor Bart Lincoln (8 episodi, 1991-1993), interpretato da Chuck Sloan.
- Paige Hamilton (8 episodi, 1993-1995), interpretata da Kate Hodge.
- Dottor Hector Wexford (8 episodi, 1991-1997), interpretato da David J. Partington.
- Eric Russell (8 episodi, 1994-1998), interpretato da Eric Pierpoint.
- Jillian Dupre (7 episodi, 1994-1995), interpretata da Suanne Braun.
- Atticus Dunn (7 episodi, 1993-1995), interpretato da Raye Birk.
- Dottoressa Diana Roth (7 episodi, 1993-1994), interpretata da Gina Ravera.
- Ramone Ramirez (6 episodi, 1997-1999), interpretato da Carlos Lacamara.
- Melissa Cassidy (5 episodi, 1991-1995), interpretata da Kim Morgan Greene.
- K.L. Vannoker (5 episodi, 1992-1999), interpretata da Judith Chapman.
- Keisha Harris (5 episodi, 1995), interpretata da Juliette Jeffers.
- Craig Alexander, D.A. (5 episodi, 1996-1998), interpretato da Kent McCord.
- Amanda Langley (4 episodi, 1993-1998), interpretata da Barbara Niven.
- Danny Sandler (4 episodi, 1992-1995), interpretato da John Vargas.
- Tyler (4 episodi, 1991-1998), interpretato da Christopher Mayer.
- Detective Ray Quiller (4 episodi, 1991-1998), interpretato da Jay Acovone.
- Solange (4 episodi, 1992-1993), interpretata da Marie Marshall.
- Dottoressa Noriko Weinstein (4 episodi, 1993), interpretato da Freda Foh Shen.
- Prete (4 episodi, 1993-1995), interpretato da Peter Moore.
- Lance Krenshaw (4 episodi, 1992-1996), interpretato da Kirk Kinder.
- Ufficiale (4 episodi, 1995-1996), interpretato da Tamiko Washington.
- Eddie Shines (4 episodi, 1991-1994), interpretato da Joe Michaels.
- Cheryl Lynn Deveraux (3 episodi, 1991-1994), interpretata da Shari Shattuck.
- Annie Overstreet (3 episodi, 1992), interpretata da Kristen Cloke.
- Dottoressa Jillian Dupree (3 episodi, 1993-1994), interpretata da Nancy Valen.
- Catherine Hayworth (3 episodi, 1993-1998), interpretata da Jamie Rose.
- Rikki (3 episodi, 1991-1993), interpretata da Kelly Garrison.
- Brenda Logan (3 episodi, 1992-1998), interpretata da Marta DuBois.
- Kelly Henderson (3 episodi, 1992-1998), interpretata da J.C. Brandy.
- Foster Henshaw (3 episodi, 1993-1997), interpretato da Tim Thomerson.
- Eve Kinsley (3 episodi, 1994-1998), interpretata da Raquel Gardner.
- Blade Johnson (3 episodi, 1992-1998), interpretato da Trevor Goddard.
- Davis Lee (3 episodi, 1992-1996), interpretato da Scott Anthony Leet.
- Gayla Everett (3 episodi, 1994-1995), interpretata da Neith Hunter.
- Detective Rudy Galbraith (3 episodi, 1992-1997), interpretato da Larry Joshua.
- Burmeister (3 episodi, 1997-1999), interpretato da David Bowe.
- Dominic DiBarto (3 episodi, 1993-1994), interpretato da Tony Nittoli.
- Charlene Ballard (3 episodi, 1997-1999), interpretato da Kathleen Kinmont.
- Dottor Noriko Weinstein (3 episodi, 1992-1993), interpretata da Lucy Lin.
- Elena (3 episodi, 1993-1999), interpretata da Gladys Jimenez.

## Distribuzione
La serie fu trasmessa negli Stati Uniti dal 7 novembre 1991 all'8 aprile 1999. Le prime due stagioni sono andate in onda in prima visione sulla CBS, mentre le restanti su USA Network. In Italia le prime due stagioni sono state trasmesse da Telemontecarlo con il titolo Omicidi d'elite, e le restanti da Rai 2.
Alcune delle uscite internazionali sono state:
- in Francia l'8 luglio 1993 (Les dessous de Palm Beach)
- in Croazia l'8 gennaio 1997
- in Ungheria il 20 maggio 2004 (Drága testek)
- in Russia (Шелковые сети)
- in Polonia (Jedwabne ponczoszki)
- in Spagna (Medias de seda)
- in Germania (Palm Beach-Duo)

## Episodi
| Stagione         | Episodi | Prima TV USA | Prima TV Italia |
| ---------------- | ------- | ------------ | --------------- |
| Prima stagione   | 20      | 1991-1992    |                 |
| Seconda stagione | 24      | 1992-1993    |                 |
| Terza stagione   | 22      | 1993-1994    |                 |
| Quarta stagione  | 22      | 1994-1995    |                 |
| Quinta stagione  | 22      | 1995-1996    |                 |
| Sesta stagione   | 22      | 1996-1997    |                 |
| Settima stagione | 22      | 1997-1998    |                 |
| Ottava stagione  | 22      | 1998-1999    |                 |